# 賀邦泰
賀邦泰（1523年—1591年），字道卿，號澹庵，南直隸鎮江府丹陽縣軍籍常州府武進縣人，明朝政治人物。

## 生平
幼年時父亲賀鎬建亭水中，而將橋拆毁，邦泰戲以一木支岸，往来甚熟。少年時從唐順之、姜寶學濂洛之學。嘉靖三十七年（1558年）戊午科應天鄉試第七十二名舉人，嘉靖三十八年（1559年）中式己未科會試第一百七十七名，三甲第四十六名進士。授福建莆田縣知縣。抗擊倭寇，得戚繼光讚譽。升南京兵部主事，改北戶部陝西司主事，榷税河西務鈔關，出為南康府知府，萬曆元年（1573年）改廣東廉州府，再調瓊州府，萬曆二年（1574年）入覲。丁憂歸。擢迁湖广参政，华款 、胡国瑞据五开叛，泰以计擒之。督学山西，升江西按察使，罢归。以孫賀世壽贈光禄大夫太子太保户部尚書。

## 家族
曾祖賀敦，七品散官；本生祖父賀玭；祖父賀璨，封兵馬指揮；父賀鎬，字汝用，號默齋，兵馬指揮。母巢氏（封孺人）。具慶下。從弟賀邦演、賀邦佐、賀邦靖、賀邦教、賀邦槙。子賀學古；孫賀懋敬；曾孫賀儒修。